# Nobuya Hoshino
Nobuya Hoshino (jap. 星野 展弥, Hoshino Nobuya; * 1. Februar 1937; † 22. Februar 2020) war ein japanischer Tischtennisspieler. Er wurde 1961 Weltmeister im Doppel.

## Werdegang
Nobuya Hoshino wurde 1960 japanischer Meister im Einzel und 1961 im Mixed mit Kazuko Itō. 1960 gewann er mit der Mannschaft die Asienmeisterschaft, im Doppel mit Goro Shinutani erreichte er das Endspiel.
Zweimal nahm er an Weltmeisterschaften teil. 1959 wurde er in Dortmund Weltmeister im Teamwettbewerb. Am erfolgreichsten war er 1961 in Peking. Im Doppel mit Kōji Kimura besiegte er im Endspiel die Ungarn Ferenc Sidó/Zoltán Berczik, im Mixed mit Masako Seki erreichte er das Halbfinale. Silber gewann er im Mannschaftswettbewerb.
In der ITTF-Weltrangliste wurde er 1961 auf Platz 9 – 14 geführt.

## Turnierergebnisse
| Verband | Veranstaltung           | Jahr | Ort      | Land | Einzel    | Doppel        | Mixed         | Team |
| ------- | ----------------------- | ---- | -------- | ---- | --------- | ------------- | ------------- | ---- |
| JPN     | Asienmeisterschaft TTFA | 1960 | Bombay   | IND  |           | Silber        |               | 1    |
| JPN     | Weltmeisterschaft       | 1961 | Peking   | CHN  | letzte 64 | Gold          | Halbfinale    | 2    |
| JPN     | Weltmeisterschaft       | 1959 | Dortmund | FRG  | letzte 16 | Viertelfinale | Viertelfinale | 1    |